# Aonyx capensis meneleki
Sous-espèce
Aonyx capensis meneleki est une sous-espèce de la Loutre à joues blanches (Aonyx capensis). Son aire de répartition se situe autour du lac Tsana, en Éthiopie.